# Simone Tilmes
Simone Tilmes, früher Kanera (* 5. Februar 1973 in Borken) ist eine deutsche Atmosphärenwissenschaftlerin. Sie ist am National Center for Atmospheric Research (NCAR) tätig.

## Leben
Tilmes studierte 1992 bis 1994 Physik und Geophysik an der Westfälischen Wilhelms-Universität in Münster. Sie setzte ihr Studium der Geophysik an der Universität zu Köln fort und schloss dies 1998 mit dem Diplom ab. Sie promovierte 2004 an der Johann Wolfgang Goethe-Universität in Frankfurt in Geophysik und Geografie. In der Folge übernahm sie vielfältige wissenschaftliche Rollen, zuletzt am NCAR.

## Wirken
Tilmes befasst sich mit chemischen, aerosolischen und dynamischen Prozessen in Klimamodellen. Sie hat die vergangene, gegenwärtige und zukünftige Entwicklung des Ozonlochs in beiden Hemisphären untersucht. Ihre jüngsten Arbeiten befassen sich auch mit der Chemie der Troposphäre, Aerosolen, Luftqualität, Ferntransport von Schadstoffen und troposphärischem Ozon.
Tilmes untersucht zudem die Möglichkeit, mithilfe des Geoengineerings der Klimakrise entgegenzuwirken. So befasst sie sich umfassend mit der künstlichen Verringerung des Sonnenlichts, das die Erdoberfläche erreicht, um das im Pariser Übereinkommen vereinbarte Zwei-Grad-Ziel noch erreichen zu können. Gemeinsam mit ihrer Kollegin Ulrike Niemeier äußerte sie sich einmal wie folgt: „Um den globalen Temperaturanstieg in Schach zu halten, müsste der jährliche Schwefeleintrag in die Stratosphäre dem beim Ausbruch des Pinatubo am 12. Juni 1991 entsprechen.“ Ihre Vorschläge wurden nicht nur in Fachzeitschriften und populärwissenschaftlichen Zeitschriften diskutiert, sondern auch im Zeitungen und Zeitschriften.
Die kontinuierliche Einbringung von Schwefel in die Stratosphäre zum Zwecke des Geoengineerings studierte sie einige Jahre zuvor anhand des Ausbruches des Pinatubo, bei dem große Mengen an Schwefel ausgestoßen wurden; sie kam dabei zum Schluss, dass ein Schwefeleintrag, der groß genug ist, um die durch die Verdoppelung des atmosphärischen CO2 verursachte Überhitzung der Erdoberfläche auszugleichen, großen Folgen für die Ozonschicht hätte.
Für ihre Arbeiten erhielt Tilmes zahlreiche internationale Auszeichnungen.

## Veröffentlichungen
Tilmes’ Werk umfasst mehr als 100 begutachtete Beiträge, darunter:
- mit Rolf Müller, Ross Salawitch: The sensitivity of polar ozone depletion to proposed geoengineering schemes. In: Science. 320, 5880, 2008, S. 1201–1204, doi:10.1126/science.1153966.
- mit John Fasullo, Jean-François Lamarque, Daniel R. Marsh, Michael Mills, Kari Alterskjær, Helene Muri et al.: The hydrological impact of geoengineering in the Geoengineering Model Intercomparison Project (GeoMIP). In: Journal of Geophysical Research: Atmospheres. 118, 19, 2013, S. 11–36, doi:10.1002/jgrd.50868.
- mit Ulrike Niemeier: Sulfur injections for a cooler planet. In: Science. 357, 6348, 2017, S. 246–248, doi:10.1126/science.aan3317.